# Ангой, Хесус
Хесус Мариано Ангой Хиль (исп. Jesús Mariano Angoy Gil; род. 22 мая 1966[…], Алагон, Арагон) — испанский футболист, вратарь. Игрок в американский футбол. Тренер.

## Биография
В испанском первенстве начинал играть в третьей (1987/88) и второй (1988/89) командах «Барселоны». В сезоне 1989/90 провёл три матча в чемпионате Испании за «Логроньес». В сезонах 1990/91 — 1995/96 был третьим вратарём «Барселоны» после Карлеса Бускетса, Андони Субисарреты, Хулена Лопетеги. В сезоне 1994/95 сыграл в пяти матчах чемпионата, в следующем сезоне — в четырёх, после чего ушёл из клуба вслед за главным тренером Йоханом Кройфом — своим зятем. В сезоне 1996/97 провёл в команде третьей по силе лиге Испании «Кордова».
В 1996—2003 годах играл в лиге американского футбола НФЛ Европа на позиции кикера за команды «Барселона Дрэгонс» и «Бадалона Дрэкс», а также за «Бергамо Лайонс» в Итальянской футбольной лиге.
Второй в истории бомбардир НФЛ Европа с 329 очками. Победитель Уорлд Боул 1997 года, финалист 1999 и 2001 годов.
С 2009 года — детский тренер в испанских футбольных клубах низших дивизионов.

### Личная жизнь
Двое сыновей, рождённых от брака с дочерью Йохана Кройфа Шанталь Кройф Костер (Chantal Cruyff Coster, род. 16.11.1970) — Иешуа Андреа Ангой Кройф (Jesjua Angoy-Cruyff, род. 11.03.1993), отыграл несколько лет в клубах низших дивизионов нескольких стран и Джанлука Ангой Кройф (Gianluca Angoy Cruyff).